# Eduardo Cadillac
Eduardo Osvaldo Cadillac (8 ottobre 1953) è un ex cestista argentino.

## Carriera
Con l'Argentina ha disputato i Campionati mondiali del 1974.